# Svenska dansband
Svenska dansband är en webbplats över dansband i Sverige, samt kort och omslag från album, singlar och EP-skivor. Webbplatsen innehåller även information om dansbandens medlemmar och ursprungsort. Webbplatsen har ett historiskt perspektiv, och använder originalbilder, det vill säga bilder som inte tagits från Internet. Den innehåller även flera andra svenska artister och grupper, samt några dansband i Norge.
I november 2008 var man uppe i omkring 23 000 besökare per månad, och nära 5 000 bilder.